# 阿什特比拉縣
阿什特比拉縣是位於美国俄亥俄州東北部的一個縣，北傍伊利湖與加拿大相望，東鄰宾夕法尼亚州，面積3,544平方公里。根據2020年美國人口普查，共有人口97,574人。縣治傑佛遜。該縣成立於1807年，縣名源自當地原住民族莱纳佩人的語言「ashtepihële」，意謂河水裡總是有充足的魚群。